# Leynhac
Leynhac é uma comuna francesa na região administrativa de Auvérnia-Ródano-Alpes, no departamento de Cantal. Estende-se por uma área de 27,56 km². Em 2010 a comuna tinha 355 habitantes (densidade: 12,9 hab./km²).